# Deltaspis tumacacorii
Deltaspis tumacacorii är en skalbaggsart som först beskrevs av Knull 1944.  Deltaspis tumacacorii ingår i släktet Deltaspis och familjen långhorningar. Inga underarter finns listade i Catalogue of Life.